# Plànol (cartografia)

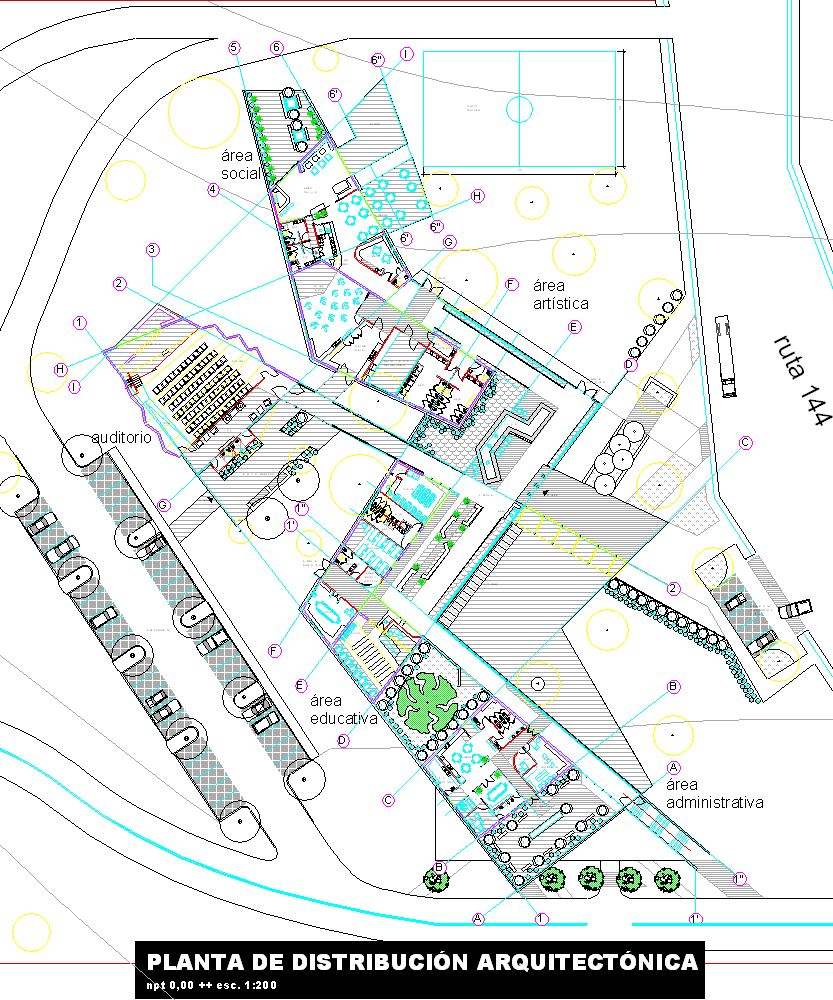
Plànol urbà.

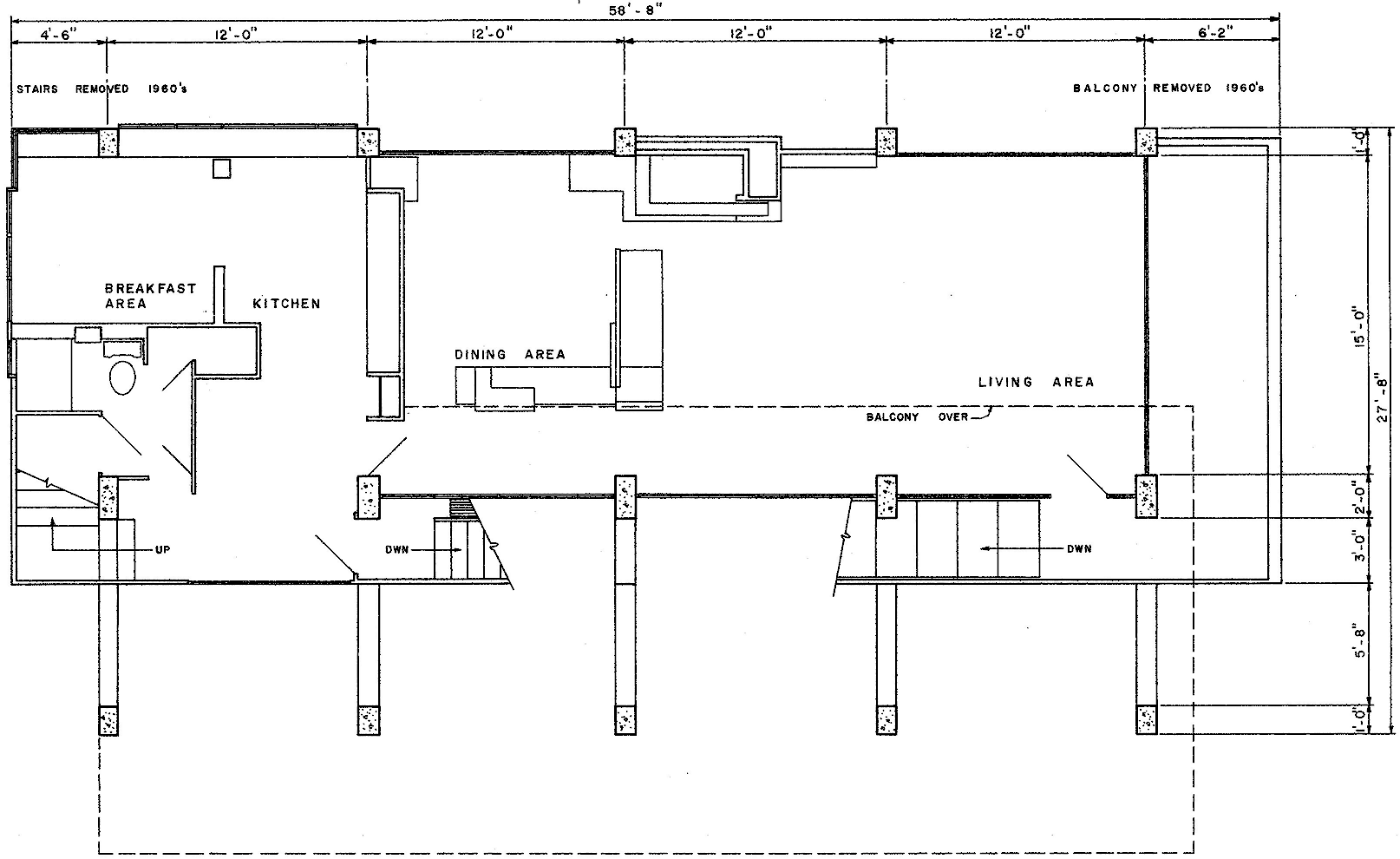
Plànol de la planta general d'un edifici.

Els  plànols  són representacions gràfiques que indiquen o marquen ubicacions, des d'una ciutat fins a una casa. La seva realització, al costat de la dels mapes, és un dels objectius de la cartografia.
El plànol es diferencia del mapa en què per a elaborar-lo no cal fer una projecció (el procediment matemàtic utilitzat per representar una superfície corba en un pla). En el cas d'un plànol, la curvatura de la superfície a representar, per la seva escassa extensió, és mínima o inapreciable, la qual cosa fa innecessària la projecció, que sí que seria necessària per a representar territoris més extensos. Permet observar les obres humanes i llocs determinats, però està elaborat d'acord amb la interpretació del dibuixant.
La seva escala (per exemple, 1:5 000) sol ser per tant superior a les representacions cartogràfiques que es denominen mapes (a partir, per exemple dels fulls del Mapa Topogràfic Nacional d'Espanya divulgat per l'Institut Geogràfic Nacional, que estan a escala 1:50 000).
El plànol urbà és la representació d'una ciutat.

## Nota
1. ↑  John Brian Harley; Paul Laxton. La nueva naturaleza de los mapas. Ensayos sobre la historia de la cartografía.  Fondo de Cultura Economica, 31 desembre 2005, p. 194–. ISBN 978-968-16-7531-8 [Consulta: 3 gener 2012].